# ستيرلينغ هيتشكوك
ستيرلينغ هيتشكوك (بالإنجليزية: Sterling Hitchcock)‏ هو لاعب كرة قاعدة أمريكي، ولد في 29 أبريل 1971 في فاييتفيل في الولايات المتحدة.

## وصلات خارجية
- ستيرلينغ هيتشكوك على موقع دوري كرة القاعدة الرئيسي (الإنجليزية)
- ستيرلينغ هيتشكوك على موقعبيزبول رفرنس.كوم (الدوري الرئيسي) (الإنجليزية)
- ستيرلينغ هيتشكوك على موقعبيزبول رفرنس.كوم (الدوري الثانوي) (الإنجليزية)
- ستيرلينغ هيتشكوك على موقع إي إس بي إن.كوم (أم.أل.بي) (الإنجليزية)
- ستيرلينغ هيتشكوك على موقع مشجعي الرسوم البيانية (الإنجليزية)